# Eric Trist
Eric Lansdown Trist (Dover, 11 settembre 1909 – Carmel-by-the-Sea, 4 giugno 1993) è stato uno psicologo britannico, studiò nel campo dello sviluppo organizzativo del management. È stato uno dei fondatori del Tavistock Institute for Social Research di Londra.

## Biografia
Trist è nato nel 1909 a Dover, nel Kent, in Inghilterra, da padre originario della Cornovaglia, Frederick Trist, e madre scozzese, Alexina Middleton. È cresciuto a Dover vivendo i drammatici raid aerei nella prima guerra mondiale. Andò alla Cambridge University - Pembroke College nel 1928, dove si laureò con il massimo dei voti in letteratura inglese. Si interessò quindi di psicologia e psicoanalisi sotto Frederic Bartlett. A quel tempo (1932/3) Trist disse di essere molto interessato agli articoli di Kurt Lewin. Quando Kurt Lewin (che era ebreo) lasciò la Germania alla salita al potere di Adolf Hitler, viaggiò in Palestina e negli Stati Uniti, facendo tappa in Inghilterra, dove Trist lo incontrò brevemente e gli mostrò Cambridge.
Trist si laureò con lode in psicologia nel 1933, andò alla Yale University negli Stati Uniti e incontrò di nuovo Lewin, che era alla Cornell University e poi in Iowa.  Ha visitato BF Skinner, una figura chiave del Behaviourism a Boston. Dopo aver assistito ad alcune esperienze inquietanti durante la Depressione, si interessò per la prima volta alla politica e lesse Karl Marx.
Trist tornò nel Regno Unito nel 1935 dopo la scomparsa della prima moglie, Virginia Traylor (1909-1935), nipote di John Henry Traylor e morta a Manhattan, New York. Trist ha incontrato Oscar Adolph Oeser, che dirigeva il dipartimento di psicologia presso l'Università di St Andrews, in Scozia, e ha continuato a studiare i problemi relativi alla disoccupazione a Dundee.
Allo scoppio della seconda guerra mondiale Trist divenne uno psicologo clinico presso il Maudsley Hospital di Londra, curando i feriti della battaglia di Dunkerque. Ha raccontato come, nel 1940, nel blitz di Londra, "alcune persone molto spaventate uscirono dalle loro stanze, corsero dappertutto e noi dovevamo andare a trovarle". Il Maudsley, a Mill Hill, era un ospedale universitario e Trist ha partecipato a seminari e ha incontrato persone della Tavistock Clinic. Si unì quindi al gruppo Tavistock nell'esercito, andò a Edimburgo e lavorò nei War Office Selection Boards (WOSB), con Jock Sutherland e Wilfred Bion. Negli ultimi due anni di guerra, Trist è stato psicologo capo presso il quartier generale delle Unità di reinsediamento civile (CRU) per i prigionieri di guerra rimpatriati, lavorando secondo schemi ideati da Tommy Wilson e Wilfred Bion. Ha descritto questo come "probabilmente la singola esperienza più emozionante della mia vita professionale".
Dopo la morte della prima moglie e il matrimonio con Beulah J. Varney (1925-1959), nel luglio 1966 Trist si trasferì in America come professore di comportamento organizzativo ed ecologia sociale nella Graduate School of Business Administration presso la UCLA. Nel 1969 è entrato a far parte di Russell L. Ackoff nel Social Systems Science Program presso la Wharton School, l'Università della Pennsylvania. Ha insegnato lì fino al 1978 quando è diventato professore emerito. Nello stesso anno è entrato a far parte della Faculty of Environmental Studies, York University, Toronto, dove ha avviato un programma di studi e vi ha insegnato fino al 1983.
Negli anni '90 Trist scrisse un racconto in tre volumi del Tavistock, insieme a Hugh Murray e Fred Emery, The Social Engagement of Social Science . Morì il 4 giugno 1993 a Carmel, in California. Dalla sua seconda moglie, Beulah J. Varney, ebbe un figlio e una figlia.

## Opere
- Trist, E., Bamforth, W., Some Social and Psychological Consequences of the Long Wall Method of Coal-Getting, Human Relations, Vol. 4, p. 3-38, 1951
- Trist, E., Sofer, C., Exploration in Group Relations, Leicester, Leicester University Press, 1959
- Emery F., Trist E., The Causal Texture of Organizational Environments, Human Relations, Vol 18 (1) p. 21-32, 1965
- Emery F., Trist E., Toward a Social Ecology, 1972
- Trist, Eric , The Social Engagement of Social Science: A Tavistock Anthology: The Socio-Ecological Perspective (Tavistock Anthology), University of Pennsylvania, 1997 ISBN 0-8122-8194-2